# Quân đội Nhân dân Ukraina
Quân đội Nhân dân Ukraine (tiếng Ukraina: Армія Української Народної Республіки), còn được gọi là Quân đội Quốc gia Ukraine, Quốc quân Ukraina (UNA) hoặc Petliurivtsi (tiếng Ukraina: Петлюрівці, (”người của Petliura"), là quân đội của Cộng hòa Nhân dân Ukraina (1917–1921). Được thành lập vào năm 1917 trong giai đoạn cách mạng dân tộc (1917-1921). Quân đội Nhân dân Ukraina không phát triển được một cơ cấu tổ chức vững chắc và chủ yếu bao gồm các đơn vị tình nguyện, không phải chính quy.